# Gina McKee
Georgina 'Gina' McKee (Peterlee, 14 april 1964) is een Britse actrice. 

## Biografie
McKee werd geboren in Peterlee en groeide op in de buurt van Easington en Sunderland. Op het einde van haar basisschool kwam zij in aanraking met het acteren toen zij speelde op het schooltoneel, hierna kwam zij in aanraking met een theatergezelschap. Vanaf haar vijftienjarige leeftijd maakte zij voor drie zomers deel uit van het Nationaal Jeugdtheater. Na het afstuderen van de East Durham College besloot zij, met toestemming van haar ouders, verder te studeren aan een toneelschool. Helaas voor haar werd zij echter geweigerd aan de Bristol Old Vic Theatre School, London Academy of Music and Dramatic Art en Central School of Speech and Drama. 
McKee begon in 1979 als jeugdactrice met acteren in de televisieserie Quest of Eagles, waarna zij nog meerdere rollen speelde in televisieseries en films. 

## Filmografie

### Films
Uitgezonderd korte films.
- 2022 Typist Artist Pirate King - als Dorothy
- 2022 My Policeman - als Marion
- 2022 A Grand Romantic Gesture - als Ava
- 2020 001LithiumX - als dr. Rhys
- 2017 Phantom Thread - als Henrietta Harding
- 2017 Lies We Tell - als Heather
- 2016 Royal Wives at War - als Wallis Simpson
- 2015 Taj Mahal - als Mère de Louise
- 2015 Hector - als Lizzie
- 2013 Jimmy P. - als Madeleine
- 2011 National Theatre Live: King Lear - als Goneril
- 2010 Dive - als Jacqueline
- 2009 In the Loop - als Judy Molloy
- 2008 Fiona's Story - als Fiona
- 2007 The Old Curiosity Shop - als Sally Brass
- 2007 Atonement - als zuster Drummond
- 2007 And When Did You Last See Your Father? - als Kathy
- 2006 Scenes of a Sexual Nature - als Julia
- 2006 The Lavender List - als Marcia Williams
- 2005 The Adventures of Greyfriars Bobby - als Maureen Gray
- 2005 The Baby War - als Lauren
- 2005 Mirrormask - als Joanne Campbell
- 2004 Mickybo and Me - als moeder van Jonjo
- 2004 The Blackwater Lightship - als Helen
- 2003 The Lost Prince - als Lalla
- 2002 The Reckoning - als Sarah
- 2002 Divine Secrets of the Ya-Ya Sisterhood - als Genevieve Whitman
- 2001 The Zookeeper - als Ankica
- 2000 There's Only One Jimmy Grimble - als Donna
- 1999 Joan of Arc - als hertogin van Bedford
- 1999 Women Talking Dirty - als Ellen
- 1999 Notting Hill - als Bella
- 1999 Wonderland - als Nadia
- 1999 The Loss of Sexual Innocence - als moeder van Susan
- 1998 Croupier - als Marion Nell
- 1997 Beyond Fear - als Stephanie Slater
- 1997 The Life of Stuff - als Janice
- 1997 The Chest - als Fiona Croft
- 1996 Element of Doubt - als Beth
- 1996 The Treasure Seekers - als Mary Leslie
- 1993 Naked - als meisje in het café
- 1991 Smack and Thistle - als Lucy Lisle
- 1989 Wilt - als gaste op feest
- 1989 The Rachel Papers - als Evonne
- 1988 The Lair of the White Worm - als verpleegster Gladwell

### Televisieseries
Uitgezonderd eenmalige gastrollen.
- 2020 Black Narcissus - als zuster Adela - 2 afl.
- 2019 Catherine the Great - als Praskovya Bruce - 4 afl.
- 2019 The Rook - als Jennifer Birch - 7 afl.
- 2018 Bodyguard - als Anne Sampson - 5 afl.
- 2018 Knightfall - als Landry's moeder - 3 afl.
- 2017 Emerald City - als Jane - 5 afl.
- 2012-2013 Hebburn - als Pauline - 12 afl.
- 2013 By Any Means - als Helen Barlow - 6 afl.
- 2011-2013 The Borgias - als Caterina Sforza - 13 afl.
- 2012 Secret State - als Ellis Kane - 4 afl.
- 2012 Line of Duty - als Jackie Laverty - 3 afl.
- 2012 Missing - als Jamie Ortega - 6 afl.
- 2010 The Silence - als Anne - 4 afl.
- 2009 Waking the Dead - als Jackie - 2 afl.
- 2007 The Street - als Jan Parr - 2 afl.
- 2006 Tsunami: The Aftermath - als Kim Peabody - 2 afl.
- 2002-2003 The Forsyte Saga - als Irene Forsyte - 10 afl.
- 2001 Dice - als Angela Starck - 6 afl.
- 1999 The Passion - als Ellie - 3 afl.
- 1996 Our Friends in the North - als Mary Cox - 9 afl.
- 1991 An Actor's Life for Me - als Sue Bishop - 6 afl.
- 1987-1988 The Lenny Henry Show - als Julie - 12 afl.
- 1979 Quest of Eagles - als Jane - 7 afl.

## Prijzen

### BAFTA Awards
- 2008 in de categorie Beste Actrice met televisieserie The Street - genomineerd.
- 2004 in de categorie Beste Actrice met de film The Lost Prince - genomineerd.
- 1997 in de categorie Beste Actrice met de miniserie Our Friends in the North - gewonnen.

### British Independent Film Award
- 1999 in de categorie Beste Actrice met de film Wonderland - gewonnen.

### Satellite Awards
- 2005 in de categorie Beste Actrice in een Film met de film The Lost Prince - genomineerd.

- Bibsys: 6062178
- Bibliothèque nationale de France: cb14502332h (data)
- Gemeinsame Normdatei: 140945873
- International Standard Name Identifier: 0000 0001 1086 2526
- Library of Congress Control Number: no98111175
- Nationale Bibliotheek van Tsjechië: pna2007370931
- Nationale Bibliotheek van Israël: 987007347938105171
- Système universitaire de documentation: 160164702
- Virtual International Authority File: 120211082
- WorldCat: E39PBJqK8yVBm8dCqfCWY4Y773